# جیمز آدام (معمار)
 جیمز آدام (انگلیسی: James Adam؛ ۲۱ ژوئیهٔ ۱۷۳۲ – ۲۰ اکتبر ۱۷۹۴) یک معمار اهل اسکاتلند بود.